# Vallensbæk
Vallensbæk – miasto w Danii, siedziba gminy Vallensbæk.
W roku 2014 liczba mieszkańców wynosiła 15 109.